# Mittelassyrische Zeit
Als mittelassyrische Zeit wird ein Abschnitt in der altorientalischen Geschichte bezeichnet.
Als Beginn wird die Befreiung der Stadt Aššur von den Mittani durch Eriba-Adad I. im Jahr 1380 v. Chr. angesetzt, der Abschnitt endet im Jahr 912 v. Chr. Daran schließt sich die neuassyrische Zeit an.
Der Begriff wird nur für den nördlichen Teil Mesopotamiens verwendet; die zeitlich grob entsprechenden Epochen in Südmesopotamien heißen Kassitenzeit (1580–1200 v. Chr.) und Isin-II-Zeit (1160–1026 v. Chr.).

## Geschichtliche Entwicklung

### Loslösung von den Mittani und erste außenpolitische Maßnahmen
Nach der Eroberung von Aššur durch die Mittani war Assyrien ein Vasallenstaat.
Dies änderte sich erst, als es zu Beginn des 14. Jahrhunderts v. Chr. zu Thronfolgestreitigkeiten innerhalb des Herrscherhauses von Mittani zwischen zwei Zweigen der königlichen Familie kam. Nachdem Eriba-Adad I. sich 1380 v. Chr. vom Joch der Mittani-Herrschaft lösen konnte, ging dessen Sohn Aššur-uballiṭ I. noch weiter, indem er eine Seitenlinie des mittanischen Königshauses gegen den, von einer neuen Großmacht im Nahen Osten, den Hethitern, unterstützten, legitimen Nachfolger des ermordeten Königs Tušratta, unterstützte.
Nachdem sich jedoch die von den Hethitern unterstützte Linie durchsetzen konnte, wurde das Reich von Mittani zu einem hethitischen Marionettenstaat, um als Pufferzone gegen das westwärts expandierende Aššur zu fungieren.
Aššur-uballiṭ I. trat jedoch nicht nur in Bezug auf die Hethiter außenpolitisch auf. So suchte er sowohl Kontakte zum ägyptischen Königshof unter den ägyptischen Königen Amenophis III. und Amenophis IV./Echnaton, wie aus zwei Briefen, die in Tell el-Amarna gefunden wurden, hervorgeht, als auch zu dem babylonischen König Burna-buriaš II., mit dem Aššur-uballiṭ I. seine Tochter Muballiat-Šerua verheiratete.
Zudem veränderte er den Herrschertitel in «König des Landes Aššur», den ab sofort alle assyrischen Könige tragen sollten.

### Entstehung eines assyrischen Territorialstaates
Zu Beginn des 13. Jahrhunderts v. Chr. erhöhten die Assyrer unter Adad-nirari I. (ca. 1307–1275 v. Chr.) den militärischen Druck auf die Reste des Reiches der Mittani. So zog er gegen Šattura I. (ca. 1320–1300 v. Chr.) und erlegte ihm einen jährlichen Tribut auf, bis sich dessen Sohn Wašašasatta (ca. 1300–1280 v. Chr.) gegen die Assyrer wandte, dieser jedoch ebenfalls von Adad-nirari I. besiegt werden konnte.
Dessen Hauptstadt Taidu wurde anschließend von den Assyrern geplündert und ihre Bevölkerung nach Aššur verschleppt.
Damit war das Schicksal Mittanis endgültig besiegelt.
Besonders zu erwähnen ist die Tatsache, dass sich ab dieser Zeit die Berichterstattung der Assyrer stark veränderte.
Waren zuvor nur kurze Bau- und Weihinschriften üblich, so ging man nun dazu über, die Feldzugsberichte stark auszufeilen und ihren Umfang deutlich zu erhöhen und diese um Reliefzyklen zu erweitern.
In der zweiten Hälfte des 13. Jahrhunderts v. Chr. erreichte das assyrische Reich seine bis dato größte Ausdehnung. Unter den Königen Salmānu-ašarēd I. und dessen Sohn Tukulti-Ninurta I. wurden weitere Gebiete im Norden und Osten in das Reich eingegliedert. Tukulti-Ninurta I. selbst ging in seiner Regierungszeit anschließend gegen den König von Babylon, Kaštiliaš IV., vor, schlug dessen Heer und eroberte 1225 v. Chr. schließlich Babylon selbst.
Obwohl er große Mengen an Luxusgütern aus Babylon fortschaffen ließ, unterließ er es jedoch, ganz im Gegensatz zu seinen Nachfolgern im 1. Jtd., sich zum König von Babylon zu machen, sondern ließ die Stadt von Statthaltern regieren.
Besonders hervorzuheben ist unter der Herrschaft von Tukulti-Ninurta I. die Errichtung einer neuen Stadt drei Kilometer flussaufwärts von Aššur mit dem Namen Kar-Tukulti-Ninurta als Kultstadt für den Gott Aššur.
Er selbst konnte den Bau seiner neuen Stadt jedoch nicht lange überwachen, er wurde 1197 v. Chr. von einem seiner Söhne (und wahrscheinlich mit Billigung einflussreicher Kreise in Aššur) ermordet.
Dies stürzte das assyrische Reich jedoch in eine innenpolitische Krise. Innerhalb weniger Jahre lösten sich seine drei Söhne Aššur-nadin-apli (1196–1193 v. Chr.), Aššur-nirari III. (1186–1182 v. Chr.) und Enlil-kudurrī-uṣur (1186–1182 v. Chr.) als Nachfolger ab, und mit dem Tod des letzten Sohnes trat ein Novum in der mittelassyrischen Geschichte ein:
Nachdem über Jahrhunderte die Königswürde von Generation zu Generation weitergegeben wurde, gab es erstmals keinen legitimen Nachfolger aus der Königsfamilie.
Nun trat Ninurta-apil-ekur, ein Prinz aus der Seitenlinie des Königshauses und langjähriger Großwesir von Salmānu-ašarēd I., die Nachfolge als «König des Landes Aššur» an.

### Tukulti-apil-Ešarra I. und die Ausdehnung des assyrischen Reiches
Im frühen 12. Jahrhundert v. Chr. veränderte ein Machtvakuum, das durch den endgültigen Zusammenbruch des Hethiterreiches zustande kam, die politische Situation in der nördlichen Levante grundlegend.
Der neue König von Assyrien Tukulti-apil-Ešarra I. (1114–1076 v. Chr.) nutzte seine Regierungszeit, um dieses kurze Machtvakuum zu füllen und stieß, nachdem er die Stämme in den nördlichen Gebirgen besiegt hatte, sowohl im Westen bis zum Mittelmeer und im Südosten bis nach Babylon vor. Tukulti-apil-Ešarra I. prägte als einer der ersten assyrischen Könige die, heute als charakteristische Praxis der Assyrer gesehene, Expansionspolitik: die systematische Verschleppung und Umsiedlung der unterworfenen Völker.
Tukulti-apil-Ešarra I. gilt, sowohl in damaliger, als auch heutiger Rezeption, als der erfolgreichste König der späten mittelassyrischen Zeit.
Charakteristisch für diese Zeit ist die assyrische Herrschaftspraxis unterworfene Völker zu tributpflichtigen Vasallen zu machen und so einen Ring weitgehend autonomer Staaten um das eigene Reich zu ziehen.
Wiederholt kam es innerhalb dieser Staaten zu Revolten, die allerdings in jedem bekannten Fall die vollständige Unterwerfung der jeweiligen Region, Hinzufügung dieser zum assyrischen Reich und Deportation von Teilen der ortsansässigen Bevölkerung zur Folge hatten.
Das assyrische Reich war nun endgültig zu einer Weltmacht aufgestiegen und befand sich auf dem vorläufigen Höhepunkt seiner Macht, dem sich lediglich noch das Ägyptische Reich widersetzen konnte.

### Ende der mittelassyrischen Zeit
Seine Nachfolger jedoch konnten dieses gewaltige Reich nicht zusammenhalten. Eine neue Macht in Syrien, die Aramäer, eroberten weite Teile Nordsyriens, und die Assyrer wurde im Wesentlichen auf ihr Kerngebiet im nördlichen Mesopotamien zurückgedrängt.
Erst Adad-nirari II. (911–891 v. Chr.) konnte sich wieder gegen die Aramäer durchsetzen und mit Nabû-šuma-ukīn I. von Babylon einen Friedensvertrag schließen, womit die neuassyrische Zeit beginnt.